# جولیانا آتنی
جولیانا آتنی (ایتالیایی: Giuliana Attenni) تدوین‌گر اهل ایتالیا بود.
از فیلم‌هایی که وی در آن‌ها نقش داشته‌است، می‌توان به اولین عشق، عشق به سبک ایتالیایی، یک روز در دادگاه، دانشجویان گاسکونیا، بانوی کوچک، بیوه دل‌ربا و آدم و حوا اشاره نمود.